# Alianore Holland
Alianore Holland (Upholland, 13 ottobre 1370 – ottobre 1405) era figlia di Thomas Holland, II conte di Kent e fu la moglie di Ruggero Mortimer, IV conte di March che, per volere dello zio Riccardo II d'Inghilterra, fu dichiarato Erede presuntivo al trono inglese. Attraverso sua figlia Anna Mortimer Alianore divenne la bisnonna dei re Yorkisti Edoardo IV d'Inghilterra e Riccardo III d'Inghilterra. Alianore fu una delle donne alla corte di Isabella di Valois.

## La famiglia altolocata
Alianore Holland nacque ad Upholland il 13 ottobre 1370 da Thomas Holland, II conte di Kent ed Alice FitzAlan. Sua madre era figlia di Richard FitzAlan, X conte di Arundel e della sua seconda moglie Eleonora di Lancaster il cui padre Henry Plantageneto era nipote di Enrico III d'Inghilterra.
Suoi nonni paterni erano invece Thomas Holland, I conte di Kent e Giovanna di Kent, madre del futuro re Riccardo II d'Inghilterra che ebbe dal terzo marito Edoardo il Principe Nero.
Alianore aveva diversi altri fratelli e sorelle che contrassero in larga parte importanti matrimoni:
- Thomas Holland, I duca del Surrey (1374-7 gennaio 1400), che sposò Joan Stafford, figlia di Hugh de Stafford, II conte di Stafford
- John Holland (nato il 2 novembre 1374)
- Richard Holland (3 aprile 1376-21 maggio 1396)
- Edmund Holland, IV conte di Kent (6 gennaio 1384-15 settembre 1408) che fu fidanzato a Costanza di York con la quale ebbe una figlia illegittima
- Joan Holland, che in prime nozze sposò Edmondo Plantageneto, I duca di York
- Eleanor Holland che sposò Thomas Montacute, IV conte di Salisbury
- Margaret Holland che sposò in prime nozze John Beaufort, I conte di Somerset e poi Tommaso Plantageneto, I duca di Clarence
- Elizabeth Holland
- Anne Holland (nata 4 dicembre 1489)
- Bridget Holland, che divenne suora

## I due matrimoni
Edmondo Mortimer, III conte di March era morto nel 1381 lasciando un figlio di sei anni il piccolo Ruggero quale erede delle vaste proprietà dei Mortimer. La custodia di un erede di tale peso non era cosa da poco e all'inizio Ruggero finì sotto la protezione di Richard FitzAlan, XI conte di Arundel, zio di Alianore, finché per ordine di Giovanna di Kent, madre di Riccardo II d'Inghilterra Ruggero fu posto sotto la tutela di suo figlio Thomas Holland, con l'intesa che ne avrebbe poi sposato la figlia maggiore Alianore e attorno al 7 ottobre 1388 i due convolarono a nozze.
Ruggero avrebbe potuto rivendicare il trono inglese tramite la madre Filippa Plantageneta, figlia di Lionello Plantageneto, I duca di Clarence e nipote di Edoardo III d'Inghilterra. Dal momento che Riccardo non aveva ancora figli Ruggero fu nominato, per suo volere, erede presuntivo alla corona dal momento che era il secondo in linea di successione.
Secondo alcuni storici il fatto che Riccardo lo abbia pubblicamente presentato al parlamento come proprio erede nell'ottobre del 1385 è priva di fondamento, per quanto diversi documenti coevi attestino come la cosa al tempo fosse stata oggetto di aperta discussione.
Alianore e Ruggero ebbero quattro figli:
- Edmondo Mortimer, V conte di March
- Roger Mortimer (23 aprile 1393-circa 1413)[4]
- Anna Mortimer
- Eleanor Mortimer

Il 20 luglio 1398 Ruggero venne colpito a morte in una scaramuccia con gli uomini di O'Brien nei pressi di Kells, secondo le cronache egli viaggiava in testa ai propri uomini, solo e con indosso abiti di foggia irlandese, tanto che chi lo uccise non lo aveva nemmeno riconosciuto. Ruggero venne sepolto all'abbazia di Wigmore e Riccardo, l'anno dopo, andò in Irlanda per vendicarne la morte.
Se le cronache del tempo da una parte lo criticano per la sua lussuria e la propria negligenza nei doveri verso Dio, dall'altra lo lodano per la sua onestà, per il suo attivismo nell'eseguire i doveri di un cavaliere, per la propria piacevolezza nella conversazione, per il bell'aspetto, le feste eleganti e la sua liberalità nell'elargire doni.
Il loro figlio maggiore Edmondo ereditò il titolo paterno insieme alle pretese sul trono, tanto che lui e il fratello Roger vennero tenuti in custodia da Enrico IV d'Inghilterra fino alla fine del proprio regno, mentre le due figlie femmine rimasero sotto la custodia di Alianore fino alla sua morte avvenuta nel 1405. Dopo la sua dipartita finirono sotto la custodia del re, ma non godettero di un buon trattamento presso la sua casa.
Prima del 19 giugno 1399 Alianore si risposò con Edward Charleton, V barone di Charleton (1370-1421), un signore delle Marche gallesi e da lui ebbe due figlie:
- Joan Charleton (1400 circa-17 settembre 1425), che sposò John Grey, I conte di Tankerville
- Joyce Charleton (1404 circa-1446)

Alianore morì durante il parto nel 1405.

## Ascendenza
|                                      |                                      |                                             | Genitori                                  |  |  | Nonni |  |  | Bisnonni                              |  |  | Trisnonni             |  |
|                                      |                                      |                                             |                                           |  |  |       |  |  | Robert de Holland, I barone di Holand |  |  | sir Robert de Holland |  |
|                                      |                                      |                                             |                                           |  |  |       |  |  | Robert de Holland, I barone di Holand |  |  | sir Robert de Holland |  |
|                                      |                                      | Elizabeth de Samlesbury                     |                                           |  |  |       |  |  | Robert de Holland, I barone di Holand |  |  |                       |  |
| Thomas Holland, I conte di Kent      |                                      |                                             |                                           |  |  |       |  |  | Robert de Holland, I barone di Holand |  |  |                       |  |
|                                      |                                      | Maude la Zouche                             | Alan la Zouche, I barone Zouche di Ashby  |  |  |       |  |  |                                       |  |  |                       |  |
|                                      |                                      | Maude la Zouche                             | Alan la Zouche, I barone Zouche di Ashby  |  |  |       |  |  |                                       |  |  |                       |  |
|                                      |                                      | Maude la Zouche                             | Elanor de Seagrave                        |  |  |       |  |  |                                       |  |  |                       |  |
| Thomas Holland, II conte di Kent     |                                      | Maude la Zouche                             |                                           |  |  |       |  |  |                                       |  |  |                       |  |
|                                      |                                      | Edmund, I conte di Kent                     | Edward I, re d'Inghilterra                |  |  |       |  |  |                                       |  |  |                       |  |
|                                      |                                      | Edmund, I conte di Kent                     | Edward I, re d'Inghilterra                |  |  |       |  |  |                                       |  |  |                       |  |
|                                      |                                      | Edmund, I conte di Kent                     | Marguerite di Francia                     |  |  |       |  |  |                                       |  |  |                       |  |
| Joan, IV contessa di Kent            |                                      | Edmund, I conte di Kent                     |                                           |  |  |       |  |  |                                       |  |  |                       |  |
|                                      |                                      | Margaret Wake, III baronessa Wake di Liddel | John Wake, I barone Wake di Liddel        |  |  |       |  |  |                                       |  |  |                       |  |
|                                      |                                      | Margaret Wake, III baronessa Wake di Liddel | John Wake, I barone Wake di Liddel        |  |  |       |  |  |                                       |  |  |                       |  |
|                                      |                                      | Margaret Wake, III baronessa Wake di Liddel | Joan de Fiennes                           |  |  |       |  |  |                                       |  |  |                       |  |
| lady Alianore Holland                |                                      | Margaret Wake, III baronessa Wake di Liddel |                                           |  |  |       |  |  |                                       |  |  |                       |  |
|                                      | Edmund FitzAlan, IX conte di Arundel | Richard FitzAlan, VIII conte di Arundel     |                                           |  |  |       |  |  |                                       |  |  |                       |  |
|                                      | Edmund FitzAlan, IX conte di Arundel | Richard FitzAlan, VIII conte di Arundel     |                                           |  |  |       |  |  |                                       |  |  |                       |  |
|                                      | Edmund FitzAlan, IX conte di Arundel | Alice di Saluzzo                            |                                           |  |  |       |  |  |                                       |  |  |                       |  |
| Richard FitzAlan, X conte di Arundel | Edmund FitzAlan, IX conte di Arundel |                                             |                                           |  |  |       |  |  |                                       |  |  |                       |  |
|                                      |                                      | hon. Alice de Warenne                       | lord William de Warenne                   |  |  |       |  |  |                                       |  |  |                       |  |
|                                      |                                      | hon. Alice de Warenne                       | lord William de Warenne                   |  |  |       |  |  |                                       |  |  |                       |  |
|                                      |                                      | hon. Alice de Warenne                       | lady Joan de Vere                         |  |  |       |  |  |                                       |  |  |                       |  |
| lady Alice FitzAlan                  |                                      | hon. Alice de Warenne                       |                                           |  |  |       |  |  |                                       |  |  |                       |  |
|                                      |                                      | Henry, III conte di Lancaster               | Edmund, I conte di Lancaster              |  |  |       |  |  |                                       |  |  |                       |  |
|                                      |                                      | Henry, III conte di Lancaster               | Edmund, I conte di Lancaster              |  |  |       |  |  |                                       |  |  |                       |  |
|                                      |                                      | Henry, III conte di Lancaster               | Blanche d'Artois                          |  |  |       |  |  |                                       |  |  |                       |  |
| lady Eleanor di Lancaster            |                                      | Henry, III conte di Lancaster               |                                           |  |  |       |  |  |                                       |  |  |                       |  |
|                                      |                                      | Maud Chaworth                               | sir Patrick de Chaworth, lord di Kidwelly |  |  |       |  |  |                                       |  |  |                       |  |
|                                      |                                      | Maud Chaworth                               | sir Patrick de Chaworth, lord di Kidwelly |  |  |       |  |  |                                       |  |  |                       |  |
|                                      |                                      | Maud Chaworth                               | lady Isabella de Beauchamp                |  |  |       |  |  |                                       |  |  |                       |  |
|                                      |                                      | Maud Chaworth                               |                                           |  |  |       |  |  |                                       |  |  |                       |  |